# Quadriviridae
Quadriviridae es una familia de virus de ARN bicatenario que infectan hongos.
Los cuadrivirus se transmiten intracelularmente durante la división celular y la anastomosis hifal. Poco se sabe sobre la transmisión vertical durante la esporulación asexual o sexual, o la transmisión horizontal por vectores naturales. Los cuadrivirus se propagan de manera relativamente lenta y muestran una distribución desigual en las colonias de hongos en comparación con otros virus que infectan hongos.
Los viriones son esféricos de 45 diámetros. Sin envoltura vírica. Los genomas están formados por cuatro segmentos lineales de dsARN monocistrónicos de aproximadamente 3.5–5.0 kbp, 16.8–17.1 kbp; el segmento más grande, ORF (dsARN1) codifica una proteína hipotética (P1) con función desconocida. El segundo y cuarto segmento (dsARN2 y dsARN4) codifican las proteínas de la cápside (CP, P2 y P4 respectivamente), mientras que el tercer segmento (dsARN3) codifica RdRP viral. Ambas secuencias terminales 5 'y 3' del genoma dsARN están bien conservadas en todos los segmentos. La transcripción y la replicación se llevan a cabo presumiblemente en la partícula esférica formada por la RdRP asociada al virión. La replicación se produce en el citoplasma.